# Rosa Inés Colombo
Rosa Inés Colombo (Buenos Aires, 29 de agosto de 1959) es una maestra, psicóloga, docente y autora argentina.
Es autora del libro Técnicas de evaluación psicológica sobre maltrato infantil.

## Trayectoria
En la Universidad de Buenos Aires (UBA) estudió psicología, doctorándose en esa disciplina. Desde el año 1980 trabajó en docencia y se desempeñó varios años en escuelas primarias. Las dificultades que observó en el aula la llevaron a profundizar sus estudios en psicología.
- 1981-1999 Título: Licenciada en Psicología Egreso, julio de 1999. Facultad de Psicología (Universidad de Buenos Aires).
- 1986-1990 Participó en el proyecto “Condiciones de trabajo y salud de la docente primaria” organizado por el CEM. Preparación del proyecto, confección del mismo y su difusión. Participó del proyecto “Igualdad de oportunidades en el área educativa” del Ministerio de Educación de la Nación .
- 1990-1992 Se ocupó de la Dirección y coordinación de un “Taller de reflexión para padres” en la Escuela Stella Maris.
- 1986-1993 Continuó su trabajo docente y comenzó con la Dirección del diario infantil “Blucs”. El primer diario hecho exclusivamente por chicos que se repartía gratuitamente en las escuelas. Contando con el apoyo de importantes instituciones. Dictó Cursos dictados a maestros sobre: “El aprendizaje como trabajo y construcción”. Creación, dirección y coordinación del taller educativo “Crecer”.
- 2000 Docente en la Materia Práctica de Investigación : “Evaluación Psicológica en el Ámbito Jurídico y de la Psicología Social Aplicada. Profesora Mikulic. Facultad de Psicología (Universidad de Buenos Aires).
- 2004 Perito psicóloga Tribunal de Menores N°6 Departamento Judicial de San Isidro.
- 2008 Perito oficial en Tribunales de menores.
- 2009 Título: Dra. En Psicología Egreso Universidad Argentina John F. Kennedy Escuela de Graduados Doctorado en Psicología Social.
- Clínica psicológica familiar e individual, charlas informativas, asesoramiento a profesionales sobre la problemática del Maltrato infantil.
- Capacitación a equipos interdisciplinarios de Argentina, Chile, Uruguay, Brasil y Perú sobre Evaluación Psicológica en contexto jurídico.
- UBA. Facultad de Psicología. Adjunta interina en la asignatura Teoría y técnicas de exploración y diagnóstico. Cátedra I Módulo I.
- UBA. Docente de la Maestría en Evaluación Psicológica.
- UBA. Docente en la Carrera de Psicología Forense.
- USP Brasil. Profesora de posgrado invitada.
- Universidad Diego Portales. Chile. Docente invitada. Maestría Psicología jurídica.
- Investigadora UBACIT.
- Autora de técnicas de evaluación psicológica sobre Maltrato Infantil Cauquén Editora.

- Fue galardonada con el Premio Legión del Libro otorgado por la Cámara Uruguaya del Libro.

## Libros
- 2005, Mi cuerpo me pertenece. Aplicación clínica.
- 2009, Juego de interrelaciones familiares (Colombo, R. 2.ª edición. Buenos Aires).
- 2010, Evaluación psicológica y actualización de la prueba gráfica HTP (Colombo, R. Gurvich, M. Buenos Aires).
- 2010, Abuso y maltrato infantil. Inventario de frases revisado (Colombo, R. Agosta, C Barilari, Z. 3ta edición. Buenos Aires).
- 2010, Abuso y maltrato infantil. Persona bajo la lluvia (Colombo, R. Agosta, C Barilari, Z. 4.ª edición. Buenos Aires).
- 2013, Abuso y maltrato infantil. Hora de juego diagnóstica (Colombo, R. Agosta, C. 3ta edición. Buenos Aires).
- 2014, Maltrato y abuso sexual infantil. Pericia Psicológica (Colombo, R. Alonso, G. Buenos Aires).
- 2017, Competencias parentales (Colombo, R. Alonso, G. Salcedo A. Buenos Aires).
- 2019, Tratamiento psicológico con niños (Colombo, R. Buenos Aires).